# Попис становништва 2021. у Грчкој
Попис становништва у Грчкој 2021. године био је веома значајан догађај, јер је пружио важне податке о демографским, социјалним и економским променама у земљи. Попис је био први који је спроведен након великог економског и социјалног изазова који је Грчка претрпела током финансијске кризе и пандемије COVID-19. Упркос изазовима, попис је наставио традицију праћења демографских промена у земљи и обезбедио је кључне податке за будуће планирање и одлуке.

## Историјски контекст
Попис становништва у Грчкој спроведен је 2021. године као редовно истраживање које се одржава сваке десетљећа. Претходни попис, из 2011. године, указао је на пад броја становника и демографско старење, као и на значајан прилив миграната у Грчку. Попис из 2021. године имао је додатни значај јер је био спроведен у време светске пандемије, која је имала значајан утицај на број људи који су мигрирали, као и на општу мобилност становништва.

## Методологија пописа
Попис становништва у Грчкој 2021. године био је организован и спроведен уз помоћ електронских технологија. Теренски пописивачи су користили дигиталне алате како би прикупили податке од домаћинстава широм земље, а део пописа био је спроведен и путем интернет анкета.
За разлику од пописа из 2011. године, када је већи акценат био на физичком прикупљању података од домаћинстава, попис 2021. године био је више фокусиран на електронски приступ и дигитализацију. Подаци су прикупљени путем анкета које су укључивале питања о:
- Демографским подацима (старост, пол, национална припадност, итд.)
- Образовању, запослености и радној активности
- Стамбеним условима и миграцијама
- Подацима о здрављу и инвалидитету
- Верској припадности

## Резултати пописа
Резултати пописа становништва у Грчкој из 2021. године показали су одређене демографске трендове који су се развијали током последње деценије.
Број становника: Према прелиминарним подацима, у Грчкој је 2021. године било 10.432.481 становника, што представља мањи број у односу на попис из 2011. године, када је број становника био 10.816.286. Ово указује на наставак тренда смањења броја становника, што је резултат негативног природног прираштаја и миграција.
Полна структура:
- Мушкарци: 5.143.000 (49,3%)
- Жене: 5.289.000 (50,7%)

Старосна структура: Попис је такође показao да старење становништва остаје један од најзначајнијих демографских трендова. Проценат становника старијих од 65 година био је око 22%, док је број младих људи (до 14 година) био око 14%.

## Миграције и урбанизација
Миграције су и даље играле важну улогу у демографским променама у Грчкој. Земља је наставила да буде домаћин великог броја миграната, пре свега из земаља Балкана, Африке и Азије. У 2021. години, попис је показао да су страни држављани чинили око 10% становништва Грчке.
Попис 2021. године такође је показao да је урбанизација наставила да расте, са великим бројем људи који су живели у већим градовима као што су Атина, Тесалоники, Патра, и други урбани центри. Становништво ових градова наставило је да расте, а урбанизација је још један од кључних демографских трендова.

## Образовање и економија
Податци из пописа 2021. године показали су висок ниво образовања у Грчкој, са више од 80% становништва који имају завршену средњу школу. Значајан број људи такође је имао високо образовање.
Што се тиче запослености, стопа незапослености била је већа него у претходним годинама, што је било последица економске кризе која је погодила земљу. Међутим, земља је почела да показује знаке опоравка након пандемије COVID-19.

## Закључак
Попис становништва у Грчкој 2021. године обезбедио је важне податке који ће бити коришћени за будуће политике и развој земље. Резултати пописа показали су наставак трендова старења становништва, смањења броја становника и повећане миграције. Такође, резултати су указали на потребу за побољшањем економских и социјалних политика, као и на важност управљања урбанизацијом и миграцијама у будућности.